# UTC+2
UTC+2 или +2 часа прибавени към Координираното универсално време (UTC) съответства на следните часови зони и се използва в следните страни:

## Стандартно време (зимен сезон)
- Източноевропейско стандартно време (EET):

Беларус, България, Гърция, Египет, Естония, Израел, Кипър, Латвия, Ливан, Литва, Молдова, Румъния, Украйна, Финландия

## Лятно часово време (летен сезон)
- Цетралноевропейско лятно часово време (CEST):

Австрия, Албания, Андора, Белгия, Босна и Херцеговина, Ватикан, Германия, Дания, Испания, Италия, Лихтенщайн, Люксембург, Северна Македония, Малта, Монако, Норвегия, Полша, Сан Марино, Сърбия, Словакия, Словения, Суверенен Малтийски орден, Тунис, Унгария, Франция, Холандия, Хърватска, Черна гора, Чехия, Швейцария, Швеция

## През цялата година (без промяна)
- Източноевропейско стандартно време (EET):

Калининградска област в Русия
Либия
- Цетралноафриканско стандартно време (CAT):

Бурунди, Ботсвана, Източната част на Демократична република Конго, Замбия, Зимбабве, Малави, Мозамбик, Руанда
- Южноафриканско стандартно време (SAST):

Република Южна Африка, Намибия